# Sloanea hemsleyana
Sloanea hemsleyana là một loài thực vật có hoa trong họ Côm. Loài này được (Ito) Rehder & E.H. Wilson miêu tả khoa học đầu tiên năm 1916.